# Kojsko
Kojsko é uma vila localizada no município de Brda na Eslovênia. Possuía uma população estimada de 258 habitantes em 2020.